# Fujiwara-kyō

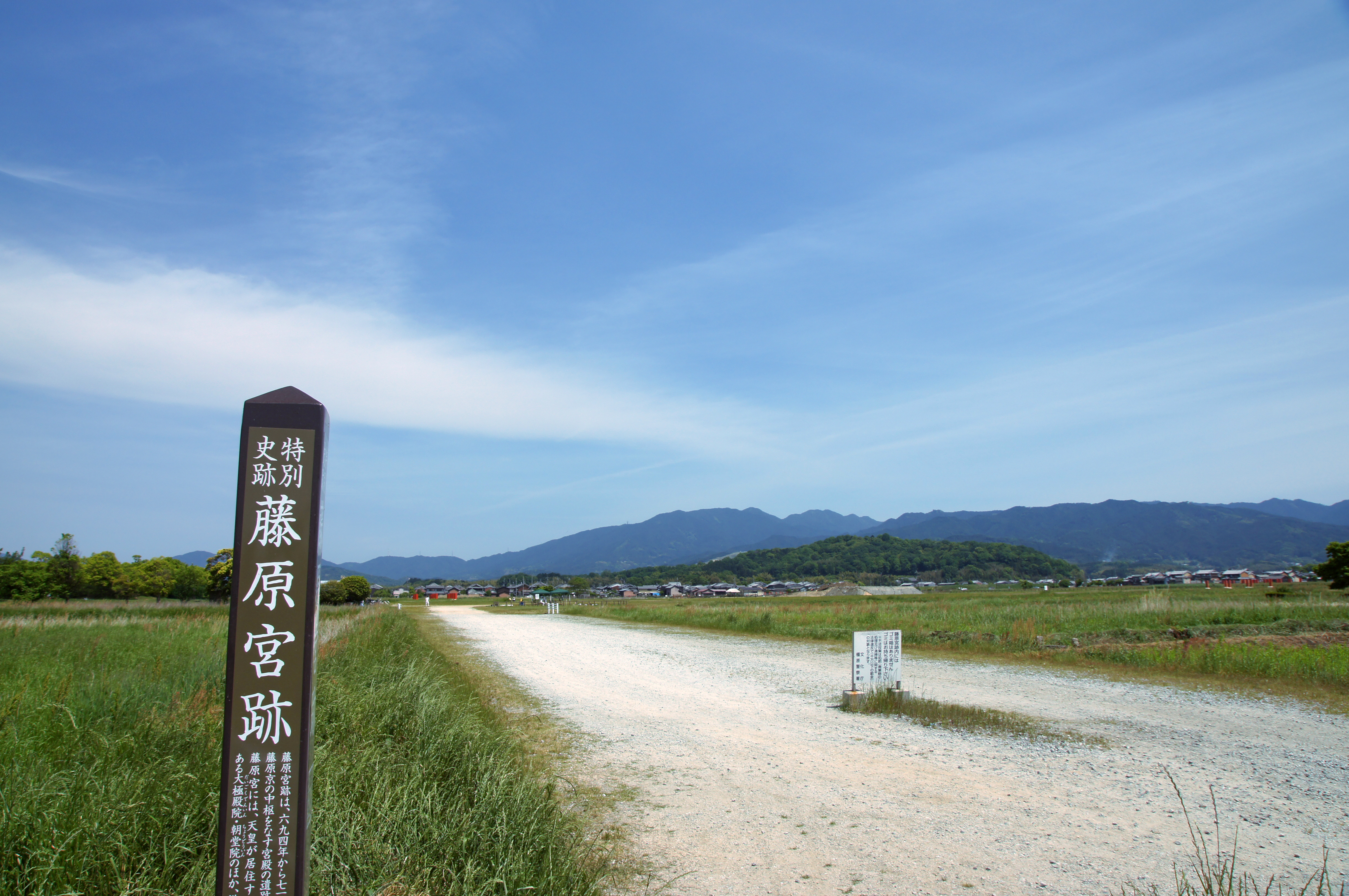
Fujiwara-kyō

Fujiwara-kyō (jap. 藤原京, auch: Fujiwara no miyako, wörtlich: Kaiserliche Residenzstadt Wisterienebene), auch Fuji(w)i-ga-hara (藤井が原, dt. Ebene des Wisterienbrunnens), war während des japanischen Altertums zeitweise die Hauptstadt des Landes.
Im 4. Jahr der Regierungsperiode von Kaiserin Jitō (690 nach der westlichen Zeitrechnung) wurde mit den Bauarbeiten der neu geplanten Hauptstadt begonnen, die vier Jahre andauerten, bis die Stadt 694 schließlich fertiggestellt und Asuka-kyō als Hauptstadt abgelöst wurde. Fujiwara-kyō war die erste Hauptstadt, die in Japan nach dem Muster der klassischen chinesischen Verwaltungsmetropole (speziell Chang’an) gemäß der traditionellen chinesischen Geomantie angelegt wurde. Die Jahresangaben werden durch die frühe japanische Chronik Nihonshoki belegt.
Nach Ende der Bauarbeiten konnte die Verwaltung die neuen Baulichkeiten beziehen, die allerdings nur bis zum Jahre 710 Verwendung fanden, als die Regierung bereits nach nur 16 Jahren abermals verlegt wurde, dieses Mal in die wiederum eigens dafür errichtete Hauptstadt Heijō-kyō auf dem Gebiet der heutigen Stadt Nara. 
Insgesamt regierten von Fujiwara-kyō aus drei Tennō über das Land: Kaiserin Jitō, Kaiser Mommu und Kaiserin Gemmei.

## Aufbau

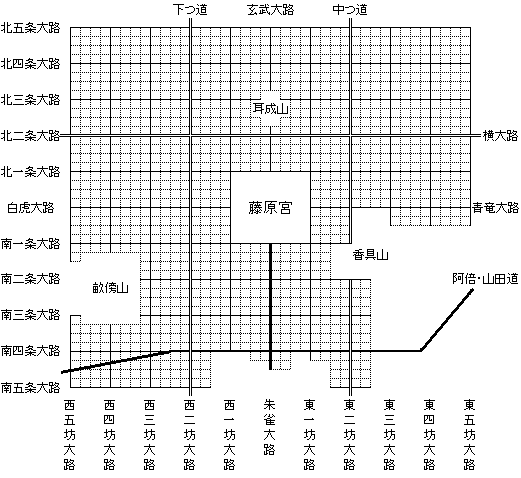
Stadtplan mit dem Palast in der Mitte, den drei Bergen (耳成山, 畝傍山, 香具山) und dem Jōbō-Raster

Ursprünglich nahm man an, die Stadt sei von den Yamato Sanzan, den drei Bergen von Yamato, eingerahmt gewesen, mit einer Ost-West-Ausdehnung von 1,1 km und einer Nord-Süd-Ausdehnung von 3,2 km. Seit aber im Jahre 1990 dort eine einstige, in Ost-West-Richtung verlaufende Hauptverkehrsader entdeckt wurde, liegt heute die Vermutung nahe, dass die Stadt-Anlage noch viel größer war. Möglicherweise nahm sie mit einer Seitenlänge von bis zu 5,3 km ein Areal von mehr als 25 Quadratkilometern ein. Damit wäre Fujiwara-kyō die größte unter den Hauptstädten des japanischen Altertums gewesen, noch größer als ihre beiden Nachfolgerinnen Heijō-kyō (24 km²) und Heian-kyō (23 km²), aus dem das heutige Kyōto hervorging. Die drei Berge von Yamato hätten in diesem Falle noch teilweise innerhalb des Stadtgebiets gelegen.
Nördlich des Zentrums der Stadtanlage befand sich der Palast Fujiwara (藤原宮 Fujiwara no Miya), von dessen Suzakumon (朱雀門, dt. „Tor des Roten Vogels“) aus in südlicher Richtung die größte Hauptstraße, genannt Suzaku-ōji (朱雀大路, dt. „Hauptstraße des Roten Vogels“) verlief. Diese war mit 20 m Breite relativ schmal, verglichen mit jenen von Heijō-kyō und Heian-kyō. Diese Straße teilte die Stadtanlage in einen östlichen, linken Bezirk (左京 Sakyō) und einen westlichen, rechten Bezirk (右京 Ukyō). Jeder dieser beiden Stadtteile war wiederum von Süd nach Nord in Jō (条) und von Ost nach West in Bō (坊) unterteilt, ein System der Stadtviertelung, welches als Jōbō-System (条坊制 Jōbō-sei) bezeichnet wird. Bezüglich deren Anzahl werden entweder 12 Jō und 8 Bō (4 Bō pro Bezirk) bzw. 10 Jō und Bō (5 Bō pro Bezirk) angenommen. Jeweils vier Bō unterstanden einem von insgesamt zwölf Verwaltern, die Bō-rei (坊令) genannt wurden.

## Palast Fujiwara
Die eigentlichen Verwaltungseinrichtungen einschließlich der Viertel für die hohen Beamten und der Residenz des Tennō befanden sich im Palast Fujiwara, einem Palast innerhalb der Stadt, welcher in jede Richtung etwa 1 km Seitenlänge maß und rundherum durch eine ca. 5 m hohe Lehmmauer von den anderen Stadtvierteln abgegrenzt war. Jede Seite dieser umgebenden Mauer wies je drei Tore auf, wobei das mittlere Tor der Südmauer als Haupttor fungierte und Suzakumon hieß, da es auf die Hauptstraße Suzaku-ōji hinausführte. Im Zentrum befand sich die Residenz des Kaisers (内裏 Dairi) und der Chōdo-in (朝堂院), einem Gelände, auf dem sich links und rechts eines Hofs, auf dem Zeremonien abgehalten wurden, die Büros der Beamten sowie die Audienzhalle (大極殿 Daigokuden) befand. Verglichen mit den beiden später errichteten Hauptstädten war er mit einer Nord-Süd-Ausdehnung von ca. 600 m und einer Ost-West-Ausdehnung von ca. 240 m der größte Chōdo-in. Die Gebäude des Palasts waren nach chinesischem Muster mit Ziegeln gedeckt, was es bis dahin bei den japanischen Kaiserpalästen nicht gegeben hatte.
1952 wurde die ehemalige Anlage zur Besonderen historischen Stätte erklärt.

## Heutiges Erscheinungsbild
Im Viertel Takadono-chō (高殿町) der Stadt Kashihara in der Präfektur Nara ist noch das erhöhte Lehmfundament der einstigen Audienzhalle erhalten. In dieser Gegend findet sich heute ein historischer Park, sowie westlich angrenzend im Viertel Newate-chō das Fujiwarakyō-Archiv (藤原京資料室, Fujiwara-kyō shiryōshitsu) das ebenfalls als Museum dient.

## Kunst und Kultur
Die Epoche, in der Fujiwara-kyō als Hauptstadt ihre Blütezeit erlebte, gilt in kunstgeschichtlicher Hinsicht als Hakuhō-Zeit (白鳳時代 Hakuhō jidai) oder Hakuhō-Kultur (白鳳文化 Hakuhō bunka), bei der es sich um eine vorwiegend höfische Kultur handelte.